# هان پیل هوا
هان پیل هوا (انگلیسی: Han Pil-hwa؛ زادهٔ ۲۱ ژانویهٔ ۱۹۴۲) اسکیت‌باز سرعت، و سیاستمدار اهل کره شمالی است.